# Coma Pedrosa
Coma Pedrosa är en bergstopp i den nordvästra delen av Andorra. Med sina 2 946 m ö.h. är den landets högsta punkt.
Bergstoppen är en favorit bland bergsbestigare, ansträngande men inte tekniskt svår. Flera sjöar och tjärnar finns på sluttningarna. Värd att notera är Estanys de Baiau som ligger på den västra sluttningen och passerar gränsen mot Spanien.

## Källhänvisningar
1. ↑  "Coma Pedrosa". Summitpost.org. Läst 21 september 2014. (engelska)
2. ↑  "Trekking Andorra: Coma Pedrosa". Hola-andorra.com. Läst 21 september 2014. (engelska)